# Erik Janiš

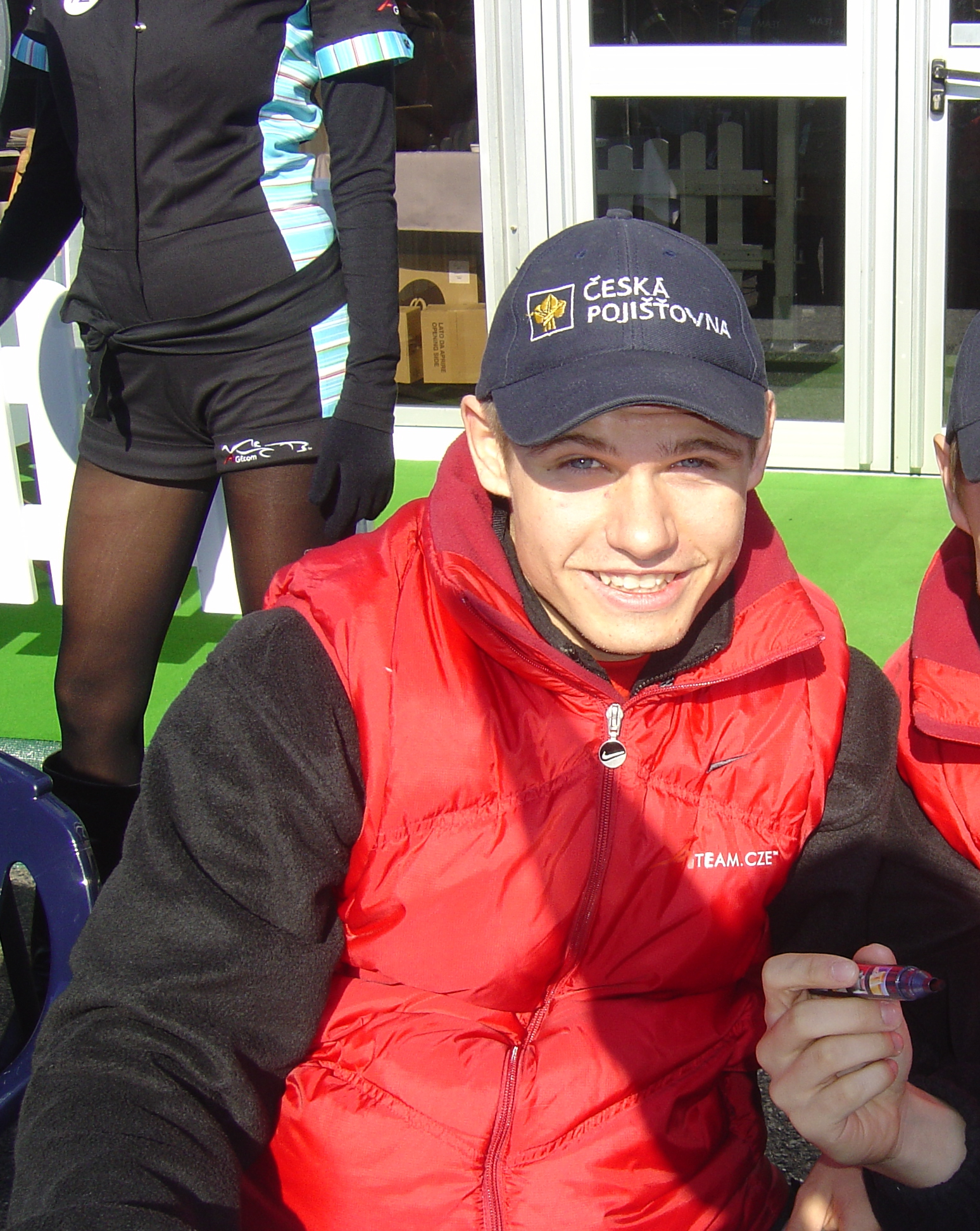
Erik Janiš 2007

Erik Janiš (* 23. September 1987 in Olmütz) ist ein tschechischer Automobilrennfahrer. Er ist jüngerer Bruder des Rennfahrers Jaroslav Janiš.

## Karriere
Janiš begann seine Motorsportkarriere 1994 im Kartsport, in dem er bis 2005 aktiv war. Unter anderem gewann er 2005 die europäische ICC-Meisterschaft. Nachdem er bereits 2003 an der deutschen Formel BMW teilgenommen hatte, wechselte er 2006 in den Tourenwagensport. Er wurde Sechster im tschechischen Škoda Octavia Cup und nahm zudem an einigen Rennen der deutschen Seat Leon Supercopa teil. 2007 gewann Janiš schließlich den Meistertitel des tschechischen Škoda Octavia Cups. Außerdem kehrte er in den Formelsport zurück und nahm an einigen Rennen der internationalen Formel Master und der A1GP-Serie teil.
2008 wechselte Janiš in die Formel-3-Euroserie zum deutschen Rennstall Mücke Motorsport. Während seine Teamkollegen Christian Vietoris und Mika Mäki Rennen gewinnen konnte, musste er sich mit siebten Plätzen als beste Ergebnisse zufriedengeben. Am Saisonende belegte er den 21. Gesamtrang, wurde jedoch bester Rookie. 2009 kehrte Janiš in die internationale Formel Master zurück. Als Teamkollege von Alexander Rossi startete er für ISR Racing. Mit drei dritten Plätzen belegte er am Saisonende den sechsten Gesamtrang. Außerdem gelang es ihm bei jedem Rennen Punkte einzufahren.

## Statistik

### Karrierestationen
- 1994–2005: Kartsport
- 2003: Deutsche Formel BMW (Platz 20)
- 2006: Tschechischer Škoda Octavia Cup (Platz 6)
- 2007: Tschechischer Škoda Octavia Cup (Meister)
- 2008: Formel-3-Euroserie (Platz 21)
- 2009: Internationale Formel Master (Platz 6)